# Volksbank Spree-Neiße
Die Volksbank Spree-Neiße eG ist eine Genossenschaftsbank mit Sitz in der brandenburgischen Stadt Spremberg im Landkreis Spree-Neiße.

## Geschichte
Die Volksbank Spree-Neiße eG entstand 2010 aus der Fusion der Volksbank Spremberg - Bad Muskau eG mit dem Sitz in Spremberg mit der VR Bank Forst eG mit dem Sitz in Forst. Diese beiden Genossenschaftsbanken sind ebenfalls in den Vorjahren durch diverse Fusionen entstanden. Statt einer Einzelauflistung hier wird auf den Stammbaum der Bank auf deren Homepage verwiesen.

## Rechtsverhältnisse
Die Volksbank Spree-Neiße eG ist im Genossenschaftsregister beim Amtsgericht Cottbus unter GnR 157 eingetragen.

## Organisationsstruktur
Rechtsgrundlagen sind das Genossenschaftsgesetz und die durch die Generalversammlung beschlossene Satzung. Organe der Bank sind der Vorstand, der Aufsichtsrat und die Generalversammlung.

## Sicherungseinrichtung
Die Volksbank Spree-Neiße eG ist der amtlich anerkannten Sicherungseinrichtung des Bundesverbandes der Deutschen Volksbanken und Raiffeisenbanken GmbH und der zusätzlichen freiwilligen Sicherungseinrichtung des Bundesverbandes der Deutschen Volksbanken und Raiffeisenbanken e.V. angeschlossen.

## Geschäftsausrichtung
Die Volksbank Spree-Neiße eG betreibt das Universalbankgeschäft. Im Verbundgeschäft arbeitet sie mit der DZ Bank, R+V Versicherung, Bausparkasse Schwäbisch Hall, Teambank, VR Leasing,  DZ Hyp und der Union Investment zusammen.

## Geschäftsgebiet
Das Geschäftsgebiet liegt im Süden des Landkreises Spree-Neiße sowie im Norden des Landkreises Görlitz in Sachsen.
An diesen Orten betreibt die Bank Filialen:
- Spremberg (Hauptstelle, jur. Sitz)
- Forst (Geschäftsstelle)
- Weißwasser (Geschäftsstelle)
- Bad Muskau (Geschäftsstelle)
- Guben (Geschäftsstelle)